# 汉萨同盟贸易中心
汉萨同盟贸易中心（Hanseatic Trade Center）是德国汉堡的办公建筑群，位于汉堡港城西端，三面环水。总楼面面积为93000平方米。1990年代分五期建成。第一期为KPF建築事務所设计。

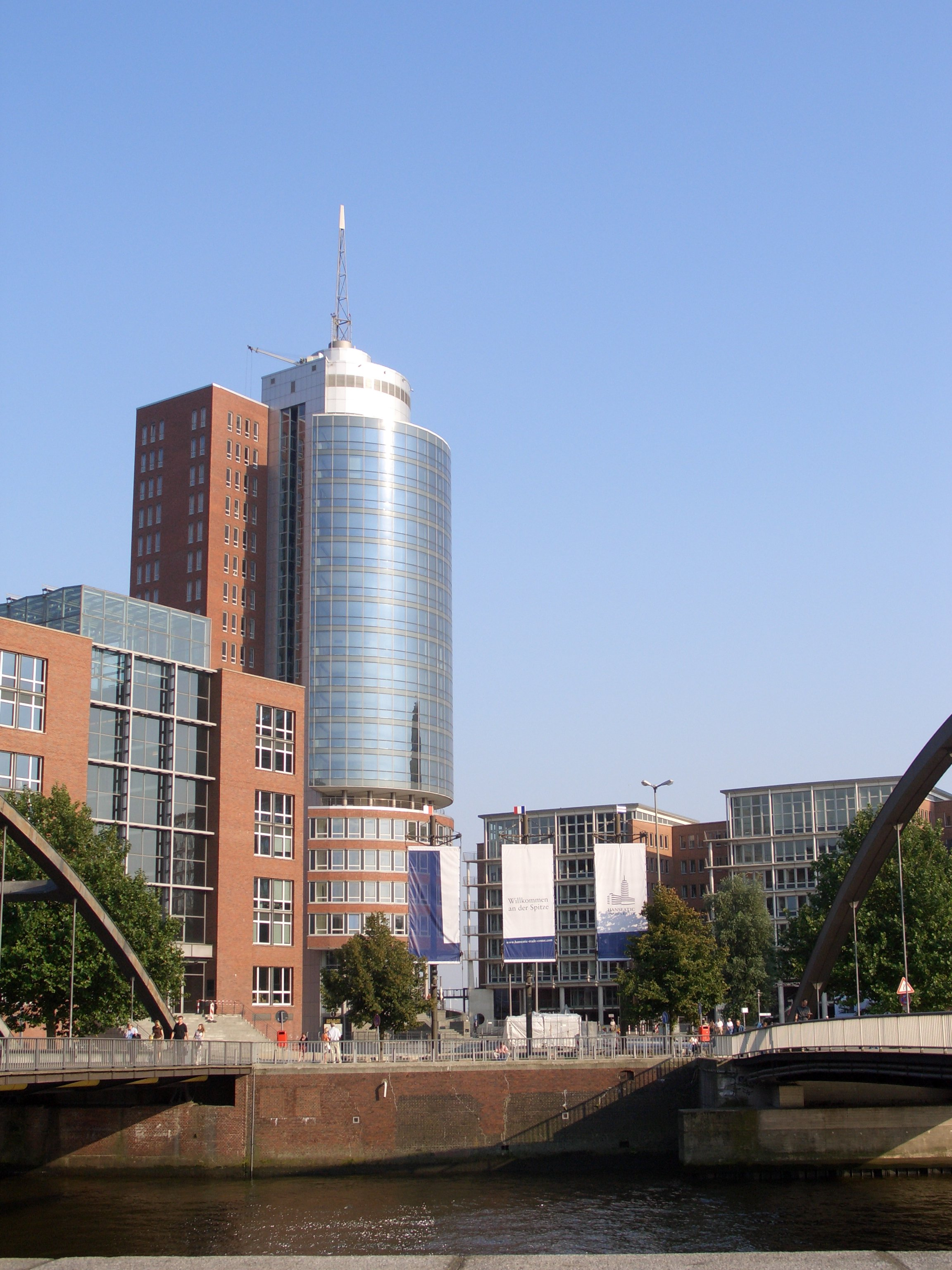
The Columbus-Haus

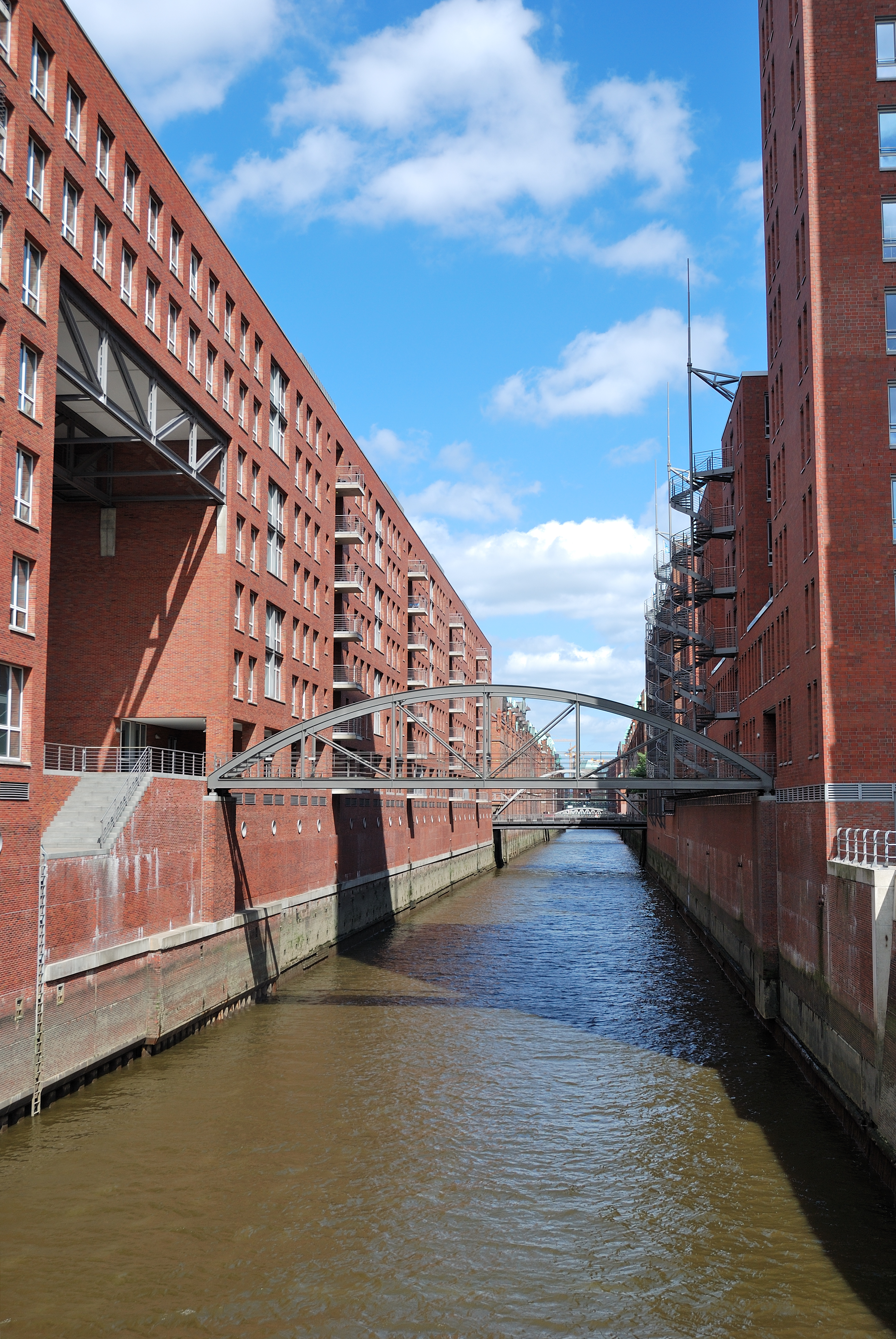
The HTC at Kehrwiederfleet